# Bomarea amilcariana
Bomarea amilcariana är en alströmeriaväxtart som beskrevs av Stergios och Laurence J. Dorr. Bomarea amilcariana ingår i släktet Bomarea och familjen alströmeriaväxter. Inga underarter finns listade i Catalogue of Life.